# C.J. Sapong
C.J. Sapong, właśc. Charles Nana Kwabena Sapong (ur. 27 grudnia 1988 w Manassas) – amerykański piłkarz pochodzenia ghańskiego występujący na pozycji napastnika, obecnie zawodnik Chicago Fire.

## Życiorys

### Kariera klubowa
Sapong pochodzi z miasta Manassas w stanie Wirginia. Jest synem imigrantów z Ghany, którzy przybyli do Stanów Zjednoczonych w latach 80. W dzieciństwie równolegle do piłki nożnej trenował koszykówkę i baseball. Uczęszczał do Forest Park High School, gdzie otrzymał nagrody Northwest Region Player of the Year i Cardinal District Player of the Year. Równocześnie był zawodnikiem młodzieżowej drużyny PWSI Magnum, z którą trzykrotnie zdobył VYSA State Championship (2002, 2005, 2006), spędził również kilka miesięcy w akademii juniorskiej klubu D.C. United. W późniejszym czasie studiował na James Madison University w Harrisonburg, występując w uczelnianym zespole James Madison Dukes. W jego barwach był czołowym graczem rozgrywek uniwersyteckich – jako pierwszy gracz w historii drużyny czterokrotnie znalazł się w All-CAA First Team (2007, 2008, 2009, 2010), zaś dwa razy został wybrany do NSCAA First Team All-South Atlantic Region (2009, 2010).
W 2007 roku Sapong jako gracz Dukes został wybrany do drużyn NSCAA All-South Atlantic Region Third Team, College Soccer News All-Freshman Second Team oraz CAA All-Rookie Team, otrzymał również nagrody CAA Rookie of the Year i Virginia (VaSID) Rookie of the Year. W 2009 roku znalazł się natomiast w ECAC All-Star First Team oraz All-State (VaSID) Second Team, podczas gdy w 2010 roku został wybrany do All-America Second Team przez College Soccer News, Team of the Season według specjalistycznego portalu TopDrawerSoccer, a także dostał nagrodę Conference (CAA) Player of the Year. Równocześnie grał w kilku zespołach z czwartego poziomu rozgrywkowego – USL Premier Development League, kolejno były to Fredericksburg Gunners i Reading United.
W styczniu 2011 Sapong został wybrany w ramach MLS SuperDraft (z dziesiątego miejsca) przez Sporting Kansas City. Tym samym okazał się pierwszym piłkarzem w historii James Madison Dukes, którego wybrano w pierwszej rundzie draftu. W Major League Soccer zadebiutował 19 marca 2011 w wygranym 3:2 spotkaniu z Chivas USA, w którym strzelił również pierwszego gola w najwyższej klasie rozgrywkowej. Od razu wywalczył sobie pewne miejsce w wyjściowym składzie; w swoim premierowym sezonie 2011 zajął ze Sportingiem pierwsze miejsce w konferencji wschodniej, a sam został wybrany odkryciem rozgrywek – MLS Rookie of the Year. W sezonie 2012 ponownie uplasował się na pierwszym miejscu w konferencji, a także zdobył puchar Stanów Zjednoczonych – U.S. Open Cup. Podczas rozgrywek 2013 wywalczył natomiast z ekipą Petera Vermesa mistrzostwo MLS (MLS Cup), spędził również kilka tygodni na krótkoterminowym wypożyczeniu we współpracującą ze Sportingiem drużyną Orlando City SC z drugiego poziomu rozgrywek – USL Pro. Ogółem barwy Sportingu reprezentował przez cztery lata, wobec dużej konkurencji w linii ataku (Claudio Bieler, Omar Bravo, Dom Dwyer) grając głównie jako skrzydłowy.
W styczniu 2015 Sapong został oddany do ekipy Philadelphia Union, w zamian za pierwszeństwo wyboru w najbliższym MLS SuperDraft. Tam zaczął być z powodzeniem wystawiany na pozycji środkowego napastnika, dołączając do grona czołowych atakujących w lidze.
23 lutego 2019 podpisał kontrakt z amerykańskim klubem Chicago Fire, umowa do 31 grudnia 2019; kwota odstępnego 400 tys. euro.

### Kariera reprezentacyjna
W seniorskiej reprezentacji Stanów Zjednoczonych Sapong zadebiutował za kadencji selekcjonera Jürgena Klinsmanna, 21 stycznia 2012 w wygranym 1:0 meczu towarzyskim z Wenezuelą.